# Després del maig
Després del maig (francès: Après mai) és una pel·lícula dramàtica francesa del 2012 escrit i dirigit per Olivier Assayas. La pel·lícula va ser seleccionada per competir pel Lleó d'Or al 69a Mostra Internacional de Cinema de Venècia, on Assayas va guanyar el Premi al millor guió. Ha estat doblada al català.

## Argument
L'any 1971, l'estudiant francès Gilles s'enreda en convulsions polítiques contemporànies encara que preferiria ser un artista creatiu. Mentre es divideix entre la seva solidaritat amb els seus amics i les seves ambicions personals, s'enamora de Christine.

## Repartiment
- Clément Métayer com a Gilles
- Lola Créton com a Christine
- Félix Armand com Alain
- Carole Combes com a Laure
- India Menuez com a Leslie
- Hugo Conzelmann com a Jean-Pierre
- Martin Loizillon com a Rackam le Rouge
- André Marcon com el pare de Gilles

## Producció
Amb l'excepció de Lola Créton (i André Marcon i Martin Loizillon en papers secundaris), tots els actors són principiants en cinema.

## Recepció crítica
Després de la projecció a la Mostra de Venècia, el crític Serge Kaganski veu en aquesta pel·lícula un gran èxit i una gran pel·lícula sobre la joventut dels anys 1970.

Les crítiques són molt contrastades ‒ entre l'entusiasme de Thomas Sotinel a Le Monde
| « | Aquest adolescent de les conseqüències del maig troba un lloc al món, i és el cinema qui li ofereix | » |

 i la gran reserva de L'Express o de Joachim Lepastier a les Cahiers du cinéma
| « | Aquest etern “Què ens queda dels nostres vint anys?" és l'única pregunta que cal fer quan pinta el quadre d'un moment tan històric? No n'estic segur. | » |

## Distincions
- 2012 : Premi Osella al millor guió a la Mostra de Venècia[9]
- Festival de Cinema de Gant de 2012: Premi Georges Delerue a la millor banda sonora.